# Thomas Bayes
Thomas Bayes (IPA: [ˈtɒ.məs beɪz], ; Hertfordshire, 1702 – Royal Tunbridge Wells, 17 aprile 1761) è stato un matematico e ministro presbiteriano britannico.
Deve la sua fama ai suoi studi nel campo della matematica e della filosofia; è noto soprattutto nella statistica per il
teorema di Bayes, vertente sulla probabilità condizionata, pubblicato postumo nel 1763.

## Biografia
Era figlio di Joshua Bayes, uno dei primi ministri presbiteriani nonconformisti a essere ordinati in Inghilterra; per questo motivo, non gli fu consentito di studiare a Oxford o a Cambridge. Fu quindi costretto, a diciassette anni, a iscriversi all'università di Edimburgo, dove studiò logica e teologia. Nel 1733, come suo padre, fu ordinato ministro nella cappella presbiteriana di Tunbridge Wells, dove prestò servizio fino al 1752, anno del suo pensionamento. In seguito continuò a risiedere nella medesima città fino alla morte, nel 1761.
È probabile che nel 1742 fosse stato eletto membro della Royal Society per  An Introduction to the Doctrine of Fluxions, anche se non gli sono riconosciute altre opere matematiche pubblicate in vita.
L'importanza del teorema che porta il suo nome è tale da aver dato vita a un intero approccio alla statistica, la statistica bayesiana.
È sepolto nel cimitero Bunhill Fields di Londra.

## Opere
Di lui sono note le seguenti pubblicazioni:
- Divine Benevolence, or an Attempt to Prove That the Principal End of the Divine Providence and Government is the Happiness of His Creatures (1731)
- An Introduction to the Doctrine of Fluxions, and a Defence of the Mathematicians Against the Objections of the Author of the Analyst (1736)
- Essay Towards Solving a Problem in the Doctrine of Chances (1763, pubblicato postumo da  Richard Price in Philosophical Transactions of the Royal Society of London[5])